# نیکولاس هارتسوکر

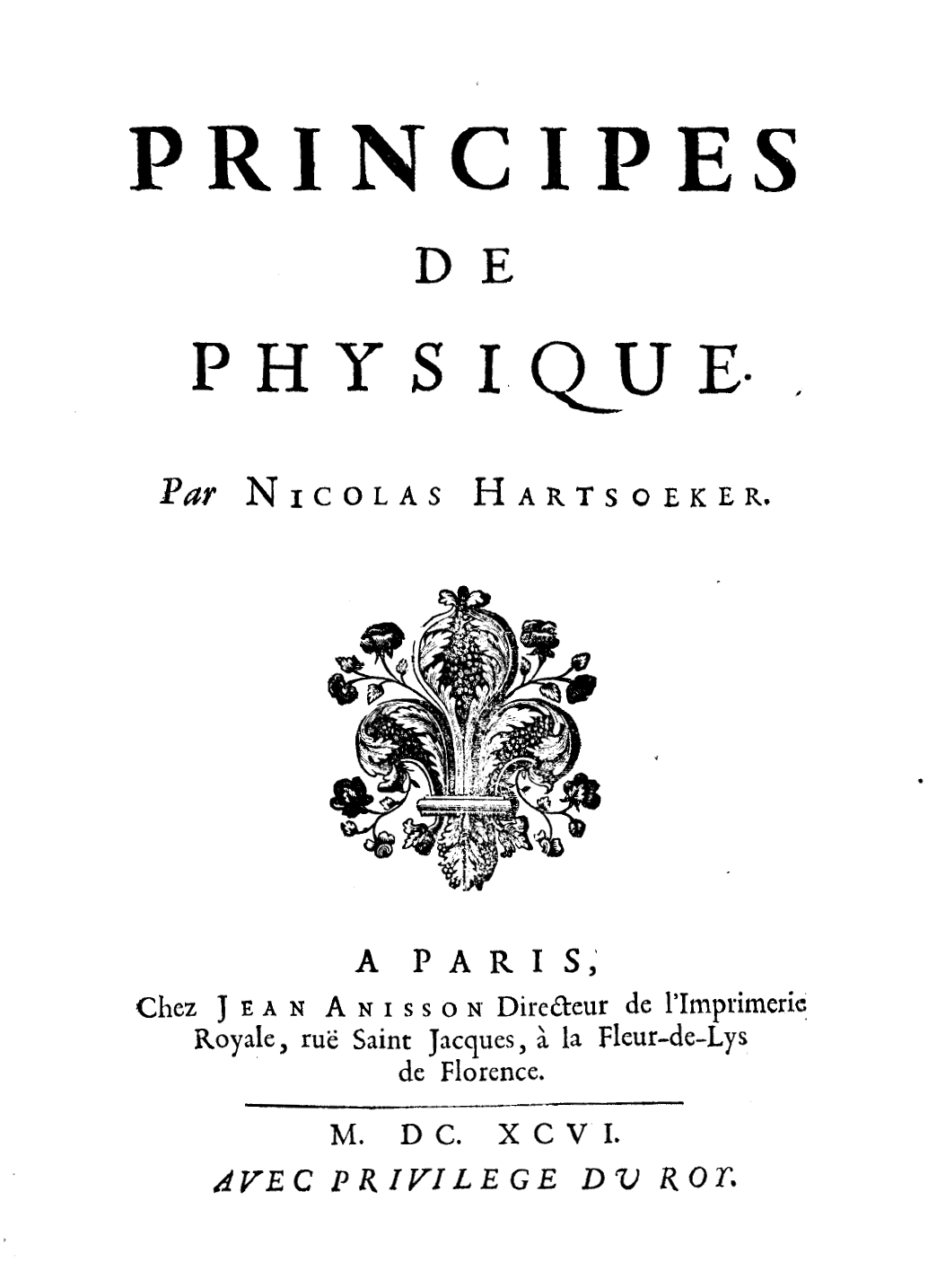
Principes de physique, 1696

 نیکولاس هارتسوکر (هلندی: Nicolaas Hartsoeker؛ زاده ۲۶ مارس ۱۶۵۶ درگذشته ۱۰ دسامبر ۱۷۲۵) یک ستاره‌شناس، ریاضی‌دان، فیزیک‌دان، و زیست شناس اهل هلند بود.